# Drunk Women and Sexual Water
 (janvier 2024).
Si vous disposez d'ouvrages ou d'articles de référence ou si vous connaissez des sites web de qualité traitant du thème abordé ici, merci de compléter l'article en donnant les références utiles à sa vérifiabilité et en les liant à la section « Notes et références ».
Albums de Theo Hakola
La Chanson du Zorro andalou
(2000) This Land Is Not Your Land
(2012)
Drunk Women and Sexual Water est le cinquième album solo du chanteur et musicien Theo Hakola, publié le 16 juillet 2007 sur le label Wobby Ashes Records.

## Liste des titres de l'album
1. From Little Wolf to Hair of the Dog
2. He Said She Said
3. The Bed of His Arms
4. Here Comes the Golem
5. Angel from Montgomery
6. Bed of Rocks
7. Defeat (2000, 2004)
8. J'envie le serpent
9. Ô Tendre jeunesse !
10. Lauren Bacall
11. Blue Roses
12. Hunger Burns
13. Mon nom est Ellen Foster
14. Ballad of a Thin Man

## Musiciens ayant participé à l'album
- Theo Hakola - chant, guitare, orgue, piano
- Bénédicte Villain - violon, accordéon
- Brice Pirotais - basse
- Cyril Bilbeaud - batterie
- Lionel Dollet - guitare
- Simon Texier - piano (3,14)
- Warren Ellis - violin (10, 14) bouzouki (11)
- Aka de Kebnekaïze - trompette
- David Antoniw - trompette
- Alexandre Margraff - batterie (3, 4, 8, 10)
- Laureline Prodhomme - basse (6, 8, 11) chœurs (13)
- Audette Romary - violoncelle (13)
- Elise Chassaigne, Marielle Woll - chœurs (13)